# Ye Banished Privateers
Ye Banished Privateers ist eine Folk-Band aus Umeå in Schweden.

## Geschichte
Inspiriert von Irish Folk, Shanties und traditionellen skandinavischen Balladen, spielen Ye Banished Privateers ihre eigene Interpretation von Piratenmusik des 18. Jahrhunderts: eine Mischung aus Folk und Punk. Ihr zentrales Thema ist das (Piraten-)Leben auf See.
Das Debütalbum Songs and Curses wurde am 19. September 2011 veröffentlicht – pünktlich zum International Talk Like a Pirate Day. Das zweite Album, The Legend of Libertalia, wurde im September 2014 veröffentlicht.
Im September 2013 traten Ye Banished Privateers erstmals auf dem Piraten-Festival „Pirates – Eine abenteuerliche Zeitreise“ im Brückenkopfpark Jülich auf. Im Sommer 2014 spielte die Band in teilweise wechselnder Besetzung auf verschiedenen Musikfestivals in Deutschland, unter anderem dem Wacken Open Air, dem Mittelalterlich Phantasie Spectaculum und abermals auf dem „Pirates“-Festival.
Am 30. Juni 2017 wurde das dritte Album, First Night Back in Port, veröffentlicht.
2018 traten sie zum ersten Mal beim Wave-Gotik-Treffen in Leipzig auf.
Am 7. Februar 2020 wurde das vierte Album Hostis Humani Generis rausgebracht. Allerdings konnte die Release-Party wegen der Coronavirus-Pandemie nicht wie geplant stattfinden. Stattdessen übertrug die Band ein Konzert als Livestream, der von etwa 12000 Zuschauern gesehen wurde. Von Anfang September bis Mitte Oktober 2022 waren Ye Banished Privateers als Vorgruppe von Visions of Atlantis und Xandria auf Europatournee.

## Diskografie
Alben
- 2011: Songs and Curses (Luxury)
- 2014: The Legend of Libertalia (Totentanz)
- 2017: First Night Back in Port (Napalm Records)
- 2020: Hostis Humani Generis (Napalm Records)
- 2021: A Pirate Stole My Christmas (Napalm Records)
- 2025: ’Til the Sea Shall Give Up Her Dead (Napalm Records)

Sampler
- 2013: The Swashbuckling Sound of Pirates – Der Grosse Piraten Entertainment Markt – 20 pieces of Scurvy Seasongs (Totentanz)
- 2014: Best of MPS 2014 (Totentanz)